# Nguyên lý bất định
Nguyên lý bất định, gọi chính xác là Nguyên lý về tính bất xác định hay Nguyên lý về tính không chắc chắn (tiếng Anh: Uncertainty principle, tiếng Đức: Unschärferelation), là một nguyên lý quan trọng của cơ học lượng tử, do nhà vật lý lý thuyết người Đức Werner Heisenberg phát triển. Nguyên lý này phát biểu rằng: "Ta không bao giờ có thể xác định chính xác cả vị trí lẫn vận tốc (hay động lượng, hoặc xung lượng) của một hạt vào cùng một lúc. Nếu ta biết một đại lượng càng chính xác thì ta biết đại lượng kia càng kém chính xác."
Về mặt toán học, hạn chế đó được biểu hiện bằng bất đẳng thức sau:
{\displaystyle (\Delta \ x)(\Delta \ P_{x})\geq \ {\frac {h}{4\pi }}={\frac {\hbar }{2}}}
Trong công thức trên, {\displaystyle \Delta \ x} là sai số của phép đo vị trí, {\displaystyle \Delta \ P_{x}} là sai số của phép đo động lượng và h là hằng số Planck.
Trị số của hằng số Planck h trong hệ đo lường quốc tế:
{\displaystyle h\simeq 6,626\ 069\ 3\times 10^{-34}} J.s.
Sai số tương đối trên trị số này là 1,7×10−7, đưa đến sai số tuyệt đối là 1,1×10−40 J.s.

## Ngữ nghĩa của thuật ngữ
Trong tiếng Đức, nguyên lý này được gọi là Unschärferelation, có nghĩa là "Mối quan hệ không sắc nét" hay "Mối quan hệ của tính mờ nhòe". Trong tiếng Anh thì nguyên lý này được gọi là Uncertainty principle, tức "Nguyên lý về tính không chắc chắn". Nhưng trong tiếng Việt thì người ta lại hay gọi tóm gọn là "Nguyên lý bất định".